# Торре Нильссон, Леопольдо
Леопо́льдо То́рре Ни́льссон (исп. Leopoldo Torre Nilsson; 5 мая 1924[…], Буэнос-Айрес — 8 сентября 1978, Буэнос-Айрес) — аргентинский кинорежиссёр, сценарист, продюсер, крупнейший мастер аргентинского кино.

## Биография
Родился 5 мая 1924 года в Буэнос-Айресе в семье режиссёра и сценариста Леопольдо Торреса Риоса, одного из основателей аргентинского кинематографа. В 1939—1949 работал в тандеме с отцом. Собственный дебют — короткометражный фильм Стена (1947). В аргентинском кинематографе работал в разных жанровых направлениях: написал сценарии к 37 фильмам, поставил 32 фильма, спродюсировал 22 фильма и снялся в 2 фильмах в качестве актёра.
Скончался 8 сентября 1978 года в Буэнос-Айресе от рака. Похоронен на Британском кладбище Буэнос-Айреса.

## Личная жизнь
Леопольдо Торре Нильссон был женат. Вдова, писатель и сценарист Беатрис Гидо (1924—1988), была постоянной помощницей Торре Нильссона. Их сын — кинорежиссёр и сценарист Хавьер Торре Гидо (р. 06.08.1950 г.).

## Фильмография
- 1950: Преступление Орибе / El Crimen de Oribe (по рассказу «Коварный снег»)
- 1952: Facundo, el tigre de los llanos
- 1953: El hijo del crack
- 1954: Дни ненависти / Días de odio (сценарий Х. Л. Борхеса по его новелле Эмма Цунц)
- 1954: Тигрица / La tigra
- 1955: Para vestir santos
- 1956: Graciela (по роману Кармен Лафорет)
- 1956: El protegido
- 1957: Дом ангела / La Casa del ángel (номинация на Золотую пальмовую ветвь Каннского МКФ)
- 1957: Precursores de la pintura argentina
- 1958: Похититель / El secuestrador
- 1959: Падение / La Caída (номинация на Золотого медведя Берлинского МКФ, Серебряный кондор Аргентинской ассоциации кинокритиков)
- 1960: Конец праздника / Fin de fiesta (номинация на Золотого медведя Берлинского МКФ)
- 1960: Галантный кавалер '900 / Un guapo del '900
- 1961: Рука в ловушке / La Mano en la trampa (номинация на Золотую пальмовую ветвь и премия ФИПРЕССИ Каннского МКФ)
- 1961: Piel de verano
- 1962: 70 раз по 7 / Setenta veces siete (номинация на Золотую пальмовую ветвь Каннского МКФ)
- 1962: Чествование за час до сиесты / Homenaje a la hora de la siesta
- 1963: Терраса / La Terraza (номинация на Золотого медведя Берлинского МКФ)
- 1965: Once Upon a Tractor
- 1966: Замочная скважина / El Ojo de la cerradura (Серебряный кондор)
- 1967 : La Chica del lunes (номинация на Золотую пальмовую ветвь Каннского МКФ)
- 1967: Los Homenaje a la hora de la siesta (сценарист — Эдгардо Козаринский)
- 1967: Предатели в Сан Анхель / Los traidores de San Ángel
- 1968: Мартин Фьерро / Martín Fierro (по поэме Хосе Эрнандеса)
- 1970: Святой со шпагой / El Santo de la espada
- 1971: Гемес: Земля в оружии / Güemes — la tierra en armas (номинация на первую премию Московского МКФ)
- 1972: Мафия / Maffia (Серебряный кондор)
- 1973: Семеро сумасшедших / Los Siete locos (по роману Роберто Арльта,Серебряный медведь Берлинского МКФ)
- 1974: Накрашенные губы / Boquitas pintadas (по роману Мануэля Пуига, Серебряная раковина и специальная премия жюри Сан-Себастьянского МКФ)
- 1975: Война свиней / La Guerra del cerdo (по роману Адольфо Бьой Касареса)
- 1975: El pibe Cabeza
- 1976: Свободный камень / Piedra libre

## Признание
Номинант и лауреат многих национальных и международных премий.